# Rónai Éva
Rónai Éva (Budapest, 1931–) iparművész, textilművész. A kárpitművészet egyik kiemelkedő alakja. Művei hagyományos francia gobelintechnikával szőtt mai, álomszerű jeleneteket ábrázolnak, melyeknek gyakori szereplői a művész családtagjai.
Kárpitjait olyan sűrűségben szövi, amelyre ma már kevesen vállalkoznak a világban. Nem pontosan megfestett karton alapján dolgozik, a szövés, az improvizáció része az alkotói folyamatnak. A nagyméretű falikárpitok, melyeknek egyidejűleg csak egy részletük látható megszületésükkor, belső kép, esetleg egy kicsinyített vázlatterv alapján készülnek. Ez erős koncentrációt igényel, figyelembe véve, hogy a gobelintechnika végleges, a színek és formák utólag nem változtathatók. Rónai Éva művein a tökéletes szakmai tudás lehetővé teszi ezzel a nehéz és lassú technikával is a könnyed, lendületes és szárnyaló formák, merész kompozíciók létrejöttét.
A kortárs magyar textilművészet egyedülálló képviselője ő, figurális kárpitjain a humor, az irónia, a hagyományos ábrázolásmód tisztelete, a valóságos és az álomszerű egyaránt jelen vannak. Szeretteit, családtagjait helyezi nosztalgikus környezetbe, meleg tekintetű szelíd állatokkal körülvéve, gyakran gazdagon mintázott bordűrrel keretezve. A felületek a nagy méretek ellenére egyéni technikai megoldásokkal sűrűn és aprólékosan díszítettek.
Rónai Éva színvilága megidézi a régi korok textíliáit, stílusát nem befolyásolják a divatirányzatok, összességében mégis mai és előremutató. Finoman megrajzolt grafikái, selyemképei szintén egyedülálló hangot képviselnek. 

## Életútja
A Szépmíves Líceum textiles növendékeként érettségizett, majd 1971-ben nyomottanyag-tervezői diplomát szerzett a Magyar Iparművészeti Főiskolán. Harminc évig, 1965-től 1995-ig tanított egykori iskolájában, a Képző- és Iparművészeti Szakközépiskola textil szakán. A magyar textilművészet számos képviselőjét indította útjára, emellett egyéni alkotóként is sikerrel szerepelt és szerepel a hazai és külhoni kiállításokon.
Gyermekei: Roskó Gábor (1958) és Roskó Beáta (1962) képzőművészek.

## Kiállításai (válogatás)
- 1977  Csili Galéria, Budapest
- 1981  Dunaújvárosi Galéria, Dunaújváros
- 1982  Műcsarnok, Budapest
- 1983  Fáklya Klub, Budapest
- 1985  Rétsági Művelődési Ház, Rétság
- 1994  Galéria de Gemaux, Franciaország
- 1997  Modern Múzeum, Dunaújváros
- 1999  Lyon L’Embarcadere, Franciaország
- 2000 Törley, Budafok
- 2001  “Jardinage des genes” Lyon L’Embarcadere, Franciaország
- 2002  Budavári Kárpitműhely, Budapest
- 2008  2B Galéria, Budapest
- 2011  2B Galéria, Budapest
- 2012 Memoart Galéria, Budapestváltoztatások megjelenítése
- 2014  Csepel Galéria, Budapest (Bényi Eszterrel, Kiss Katalinnal, Málik Irénnel)
- 2016 Megmentjük ősapát, Budapest Galéria, Budapest
- 2016 15. Nemzetközi Textiltriennálé, Łódz, Lengyelország
- 2017 Kárpit3 – Apokalipszis vagy globális fenntarthatóság, Vigadó Galéria, Budapest
- 2017 Emberkert, B32 Galéria, Budapest
- 2018 6. Textilművészeti Triennálé, Szombathelyi Képtár
- 2018 Szeresd felebarátodat, Józsefvárosi Galéria, Budapest
- 2021 VII. Nemzetközi Textilművészeti Triennálé, Képtár, Szombathely
- 2022 Örökség, Izraeli Kulturális Intézet
- 2022 Együtt 2+4, Csepel Galéria, Budapest

## Díjak, elismerések (válogatás)
- 1989 Nemzetközi Környezetvédelmi Kiállítás díja, Varsó
- 1991 Ferenczy Béni és Ferenczy Noémi születésének 100. évfordulója tiszteletére rendezett kiállítás, a Képző- és Iparművészeti Lektorátus díja, Vigadó Galéria, Budapest
- 1998 15. Magyar Textilbiennálé, Szombathely, a Magyar Alkotóművészek Országos Egyesületének díja
- 1999 Ferenczy Noémi-díj
- 2000 16. Magyar Textilbiennálé, Szombathely, fődíj
- 2010  Az év textilművésze
- 2012 Érdemes Művész
- 2017 Kiemelkedő teljesítményért Dicsérő Oklevél, Kárpit3 – Apokalipszis vagy globális fenntarthatóság, nemzetközi kárpitkiállítás, Budapest
- 2021 Józsefvárosi Becsületkereszt

## Köztéri művei
- Tavasz (francia gobelin, 1977, Budapest, Ipari Minisztérium)
- Tél (francia gobelin, 1982, Budapest, Művészeti Dolgozók Szakszervezete)
- Brendan (francia gobelin, 1991, Budapest, MM)